# Túlio Miraglia
Marco Túlio Miraglia (ur. 19 stycznia 1930 w Belo Horizonte, zm. 2003 w São Paulo) – brazylijski strzelec, olimpijczyk.
Startował na igrzyskach w 1972 roku (Monachium). Wystąpił tylko w trapie, w którym zajął 46. pozycję.

## Wyniki olimpijskie
| Igrzyska | Konkurencja | Wynik       | Miejsce | Źródło |
| -------- | ----------- | ----------- | ------- | ------ |
| IO 1972  | Trap        | 171 punktów | 46.     | [ 2 ]  |